# Lê Ngọc Trà
Lê Ngọc Trà (sinh năm 1945) là giáo sư, tiến sĩ, nhà lý luận phê bình văn học Việt Nam, được tặng Giải thưởng Nhà nước về Văn học Nghệ thuật năm 2007.

## Tiểu sử
Lê Ngọc Trà sinh ngày 12 tháng 10 năm 1945 tại xã Tịnh Hòa, huyện Sơn Tịnh, tỉnh Quảng Ngãi. 
Năm 1954, Lê Ngọc Trà tập kết ra Bắc. Thời học sinh, ông là học sinh giỏi Văn toàn miền Bắc, với giải Ba (không có giải nhất). Lê Ngọc Trà nằm trong danh sách đi học ở Đông Âu từ khá sớm, nhưng đúng thời điểm Đông Âu rộ lên chủ nghĩa xét lại, nên những người đăng ký đi học văn không được cử đi. Mãi gần chục năm sau, năm 1975, khi đang là giảng viên, Lê Ngọc Trà mới chính thức được đi học ở Đông Âu.
Lê Ngọc Trà tốt nghiệp Khoa Văn Đại học Sư phạm Hà Nội 1 vào năm 1968; năm 1968 – 1975: ông là giảng viên khoa Văn Đại học Sư phạm Hà Nội 1. Năm 1976 – 1980: học nghiên cứu sinh, bảo vệ thành công Luận án Phó tiến sĩ chuyên ngành lý luận văn học ở Đại học Quốc gia Moskva năm 1980. Năm 1981 – 1985: Chủ nhiệm bộ môn Lý luận văn học, Phó trưởng khoa Văn Đại học Sư phạm Hà Nội 1. Năm 1985 – 1988: làm luận án Tiến sĩ (nay gọi Tiến sĩ khoa học), thực tập sinh cao cấp tại Đại học Quốc gia Moskva (Liên Xô) và nhận bằng Tiến sĩ Lý luận văn học năm 1988. 
Năm 1988 – 1991, ông chuyển vào Thành phố Hồ Chí Minh giảng dạy tại khoa Văn, Trường Đại học Sư phạm Thành phố Hồ Chí Minh. Năm 1991: ông được phong Phó Giáo sư ngành Văn học. Từ năm 1991 – 2005: Giám đốc Trung tâm Châu Á – Thái Bình Dương, trung tâm Nghiên cứu và Giao lưu Văn hoá Giáo dục Quốc tế (Đại học Sư phạm Thành phố Hồ Chí Minh). Năm 2002: ông được phong Giáo sư ngành Văn học. Từ năm 2001 – 2005: ông làm Viện trưởng Viện nghiên cứu Giáo dục (Đại học Sư phạm Thành phố Hồ Chí Minh). Năm 2005 – 2007: ông là giảng viên Đại học Sư phạm thành phố Hồ Chí Minh.
Ông là đảng viên Đảng Cộng sản Việt Nam; hội viên Hội Nhà văn Việt Nam từ năm 1990.

## Sự nghiệp
Ông đã cho xuất bản nhiều cuốn sách nghiên cứu lý luận văn học, mỹ học, các giáo trình giảng dạy đại học; nhiều bài báo đăng trên các tuyển tập, sách nghiên cứu, tạp chí khoa học chuyên ngành, báo chuyên ngành, bài tựa và giới thiệu các cuốn sách, bài in trong các kỷ yếu Hội thảo Khoa học trong nước và quốc tế.
Tác phẩm đầu tiên của Lê Ngọc Trà được in năm 1984, viết chung với Lâm Vinh có tên “Đi tìm cái đẹp”. Vào thời điểm sắp sửa đổi mới ấy, “cái đẹp” vẫn còn là một khái niệm rất mới mẻ trong nghiên cứu văn học. Các tác phẩm ông viết, tiêu biểu có: Đi tìm cái đẹp; Lý luận văn chương sơ giản; Lý luận và văn học. Những năm gần đây, ông dành nhiều thời gian nghiên cứu về mỹ học, đạo đức học. Ông nói: “Mỹ học, đạo đức học là những ngành khoa học của tương lai”. Ông đã viết các cuốn:  Mỹ học đại cương; Phác thảo chiến lược xây dựng văn hóa Viện Nam; Thách thức của sáng tạo, thách thức của văn hóa.
Câu viết khá nổi tiếng của Lê Ngọc Trà: 
| “                       | Muốn cứu lấy văn học thì phải cứu lấy nhà văn. Không chỉ cứu phần xác mà còn phần hồn, nhân cách của người cầm bút... | ” |
| — GS. TSKH. Lê Ngọc Trà | |   |

Năm 2007, ông được tặng Giải thưởng Nhà nước về Văn học Nghệ thuật với các lý luận phê bình: Thách thức của sáng tạo, thách thức của văn hóa; Lý luận văn học.

## Tác phẩm chính
- Đi tìm cái đẹp (chung với Lâm Vinh, nghiên cứu, 1984);
- Lý luận văn chương sơ giản (chủ biên, giáo trình, 1986);
- Lý luận văn học (nhiều tác giả, giáo trình, 1986);
- Lý luận và văn học (tiểu luận, phê bình văn học, 1990);
- Mỹ học đại cương (chủ biên, giáo trình, 1994);
- Văn hoá Việt Nam- Đặc trưng và cách tiếp cận (tập hợp, giới thiệu, 2001);
- Thách thức của sáng tạo, thách thức của văn hoá (tiểu luận, phê bình văn học- văn hoá, 2004);
- Văn chương, Thẩm mỹ và Văn hoá (lý luận, phê bình, 2007);
- Tuyển lý luận phê bình văn học (lý luận phê bình, 2012)
- Lý luận và Văn học, Thách thức của sáng tạo, Thách thức của văn hóa (lý luận- phê bình, 2015);
- Nhà văn và sáng tạo nghệ thuật (lý luận- phê bình, 2018);

### Viết chung
- Lê Ngọc Trà, Lâm Vinh (1984),  Đi tìm cái đẹp – Nxb Tp.HCM
- Lê Ngọc Trà (chủ biên) (1985), Lý luận văn chương sơ giản. ĐHSP Tp.HCM.
- Lê Ngọc Trà, Phương Lựu, Trần Đình Sử (1986),  Lý luận văn học (tập I). Nxb Giáo dục.
- Lê Ngọc Trà (1990), Lý luận và văn học . Nxb Trẻ HC
- Lê Ngọc Trà (và các tác giả) (1993),  Sách giáo khoa Văn học lớp 10 – tập 2, Nxb Giáo dục, Hà Nội.
- Lê Ngọc Trà (chủ biên) (1994), Mỹ học đại cương. Nxb Văn hóa-Thông tin, Hà Nội.
- Lê Ngọc Trà (1994), Phác thảo chiến lược xây dựng văn hóa Viện Nam (bài nghiên cứu): chương trình cấp nhà nước K.X.006.
- Lê Ngọc Trà (và các tác giả) (1994),  Sách giáo khoa Văn học lớp 11 – tập 2, Nxb Giáo dục, Hà Nội.
- Lê Ngọc Trà (và các tác giả) (1995),  Sách giáo khoa Văn học lớp 12 – tập 2, Nxb Giáo dục, Hà Nội.
- Lê Ngọc Trà (và các tác giả) (1996), Sách giáo khoa Văn học lớp 12, (Chương trình phân ban), Nxb Giáo dục, Hà Nội.
- Lê Ngọc Trà (và các tác giả) (1996), Lý luận văn học (tái bản lần thứ 1) Nxb Giáo dục, Hà Nội.
- Lê Ngọc Trà (chủ nhiệm) (1998),  Kinh nghiệm phát triển giáo dục tiểu học ở các nước Châu Á-Thái Bình Dương và những vấn đề của giáo dục tiểu học ở Việt Nam. Đề tài NCKH cấp Bộ, nghiệm thu 1998.
- Lê Ngọc Trà (2001), (tập hợp và giới thiệu) Văn hóa Việt Nam: đặc trưng và cách tiếp cận. Nxb Giáo dục, Hà Nội.
- Lê Ngọc Trà (2001), Thách thức của sáng tạo, thách thức của văn hóa, Nxb Thanh Niên.

Nguồn: 

## Vinh danh
- Giải thưởng Nhà nước về Văn học Nghệ thuật năm 2007

### Giải thưởng văn học
- Giải thưởng của báo Văn nghệ năm 1987.
- Giải thưởng của Hội Nhà văn Việt Nam năm 1991 cho tác phẩm Lý luận và văn học.

Nguồn: 